# 기장 이씨
기장 이씨(機張 李氏)는 부산광역시 기장군을 본관으로 하는 한국의 성씨이다. 시조 이위(李渭)는 신라 신무왕 때 벽상공신(壁上功臣)에 올라 차성군에 봉해졌으며, 이후 경주 이씨에서 분관했다.

## 참고 자료
- “차성이씨(車城李氏)”. 뿌리를 찾아서.[깨진 링크(과거 내용 찾기)]